# ساندا مامیچ
ساندا مامیچ (صربی‌کرواتی: Sanda Mamić؛ زادهٔ ۲۲ مارس ۱۹۸۵) تنیس‌باز اهل کرواسی است.